# Ottawa
Cet article concerne la capitale du Canada. Pour les autres significations, voir Ottawa (homonymie).
Ottawa (/ɔ.ta.wa/ ; en anglais : /ˈɑt.ə.wə/  ou /ˈɑt.ə.wɑː/) est la capitale du Canada. Elle est située dans le Sud de la province de l'Ontario, au confluent de la rivière des Outaouais et de la rivière Rideau. Ottawa borde la ville québécoise de Gatineau et forme le noyau de la région de la capitale nationale. En 2021, Ottawa compte une population de 1 017 449 habitants et une agglomération de 1 488 307 habitants, ce qui en fait par le nombre d'habitants la quatrième ville et la quatrième aire métropolitaine du Canada.
Fondée en 1826 sous le nom de Bytown et incorporée sous le nom d'Ottawa en 1855, la ville est choisie comme capitale de la province du Canada en 1857. Au moment de la Confédération canadienne en 1867, Ottawa devient la capitale du Dominion du Canada. Dès lors, elle accueille les institutions fédérales du pays tels que le Parlement, la Cour suprême, la résidence du monarque et du gouverneur général du Canada, ainsi que celle du premier ministre. Ses limites d'origine sont élargies au fil du temps par de nombreuses annexions et sont finalement remplacées par une fusion en 2001 avec onze municipalités environnantes, ce qui augmente considérablement sa superficie.
Ottawa possède la population la plus instruite parmi les villes canadiennes. La ville abrite un certain nombre de collèges, d'universités, d'instituts culturels et de recherche, dont l'Université d'Ottawa, l'Université Carleton, le Centre national des Arts, le Musée des beaux-arts du Canada ainsi que de nombreux autres musées nationaux, monuments et sites historiques. Elle est l'une des villes les plus visitées au Canada, avec plus de 11 millions de visiteurs par an.

## Histoire

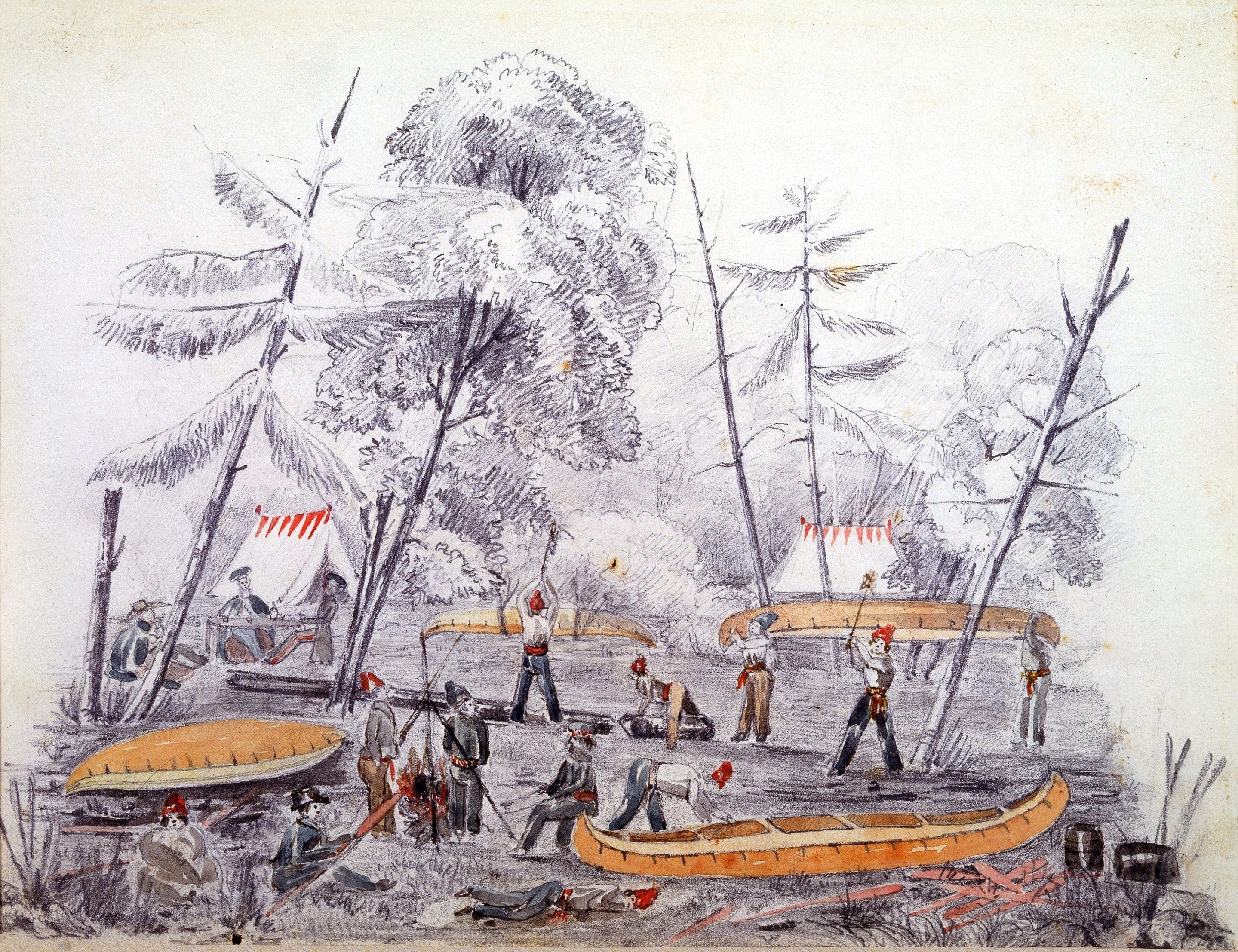
Premier camp, dessin de By-Town (Ottawa) par John By, 1826.

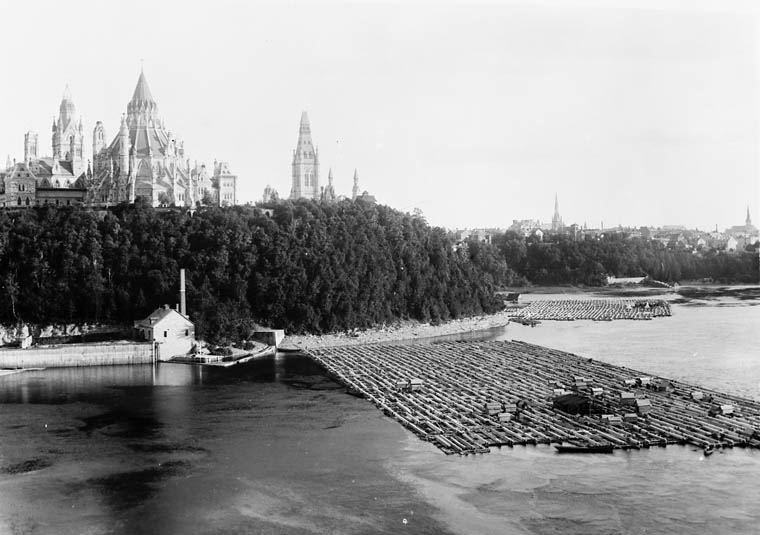
Commerce du bois d’œuvre sur la rivière des Outaouais. Train de bois photographié près de la colline du Parlement vers 1882. Dans l'Outaouais, première moitié du XIXe siècle, le bois carré représente la plus grande partie des exportations vers la Grande-Bretagne. Il est flotté assemblé en gigantesques trains de bois à destination du Port de Québec.

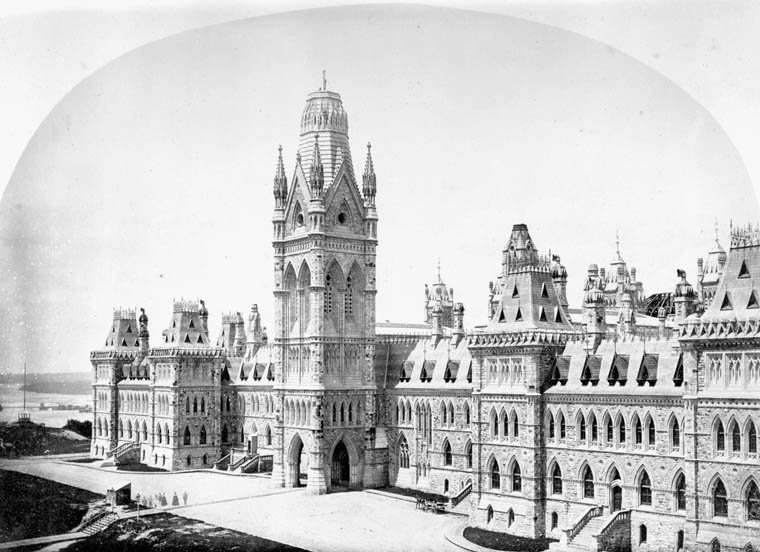
Édifices du parlement original, avant l'incendie de 1916.

La région d'Ottawa fut pendant longtemps un établissement de la nation des Outaouais (Ottawa en anglais ; Odawa en algonquin), d'où son nom actuel. La rivière des Outaouais bordant la ville était appelée Kichi Sibi ou Kichissippi par les Algonquins, signifiant « Grande rivière ».
Le premier établissement européen de la région fut celui du fermier Philemon Wright, natif du Massachusetts aux États-Unis, qui s'établit en 1800, du côté québécois de la rivière, sur l'actuel site de Hull. Wright découvrit qu'il était possible de transporter des billots de bois depuis la vallée d'Ottawa jusqu'à Montréal grâce au flux de la rivière, ce qui fit accroître considérablement le nombre de colons s'établissant dans la région. Début XIXe siècle et pour un siècle, le commerce du bois carré vers l'Angleterre va donner à des villes comme Ottawa, mais aussi Québec et Saint-Jean (au Nouveau-Brunswick), un article de base sur lequel une communauté de taille pourra être érigée.
Durant la guerre de 1812, les États-Unis ayant tenté d'envahir l'Amérique du Nord britannique, il fut décidé qu'un canal serait construit afin de contourner la portion du fleuve Saint-Laurent se rétrécissant près de l'État de New York et d'éviter les éventuelles attaques américaines. Le lieutenant-colonel John By entreprit d'installer sur la colline surplombant la rivière un campement afin de superviser la construction de ce qui deviendrait le Canal Rideau. Sous la direction du gouverneur, il y fit construire un hôpital ainsi que plusieurs casernes militaires (en anglais : barracks) afin de loger ses hommes sur la colline alors complètement boisée, qui devint connue sous le nom de Barracks Hill. Il désigna également deux sites devant contenir les futurs colons, l'un à l'ouest de la colline, la haute-ville et l'autre à l'est de l'entrée du futur canal, la basse-ville. En 1826, commence la construction du canal Rideau. En 1828, le village de près de mille habitants prit le nom de son fondateur, Bytown. La ville devint rapidement le centre de l'industrie du bois au Canada. En 1855, dans le but d'assurer à la ville une candidature plus éloquente lors du choix de la capitale canadienne, elle fut renommée sous son nom actuel, Ottawa.
Le 31 décembre 1857, Ottawa fut choisie comme capitale de la province du Canada-Uni par la reine Victoria, dans le but de résoudre un conflit opposant Montréal, Toronto, Québec et Kingston, toutes souhaitant devenir capitale de la colonie. Ottawa fut finalement désignée capitale en raison de sa situation géographique, sur la frontière entre le Haut-Canada et le Bas-Canada (afin de ne favoriser ni les anglophones ni les francophones) et de la distance qui la séparait de la frontière avec les États-Unis, la protégeant d'une éventuelle attaque américaine. La ville possédait également le terrain choisi pour la construction du siège du gouvernement, d'où la vue sur la rivière était impressionnante. Ce choix, étonnant pour plusieurs fut considérablement critiqué, étant donné le caractère très rural et éloigné de la ville à l'époque.
Le 20 décembre 1859 débutèrent les travaux de construction des édifices du Parlement du Canada sur Barracks Hill qui devint alors la colline du Parlement.
Le 1er juillet 1867, la ville devint la capitale du Canada, à la suite de la Confédération canadienne unifiant trois colonies pour former le Dominion du Canada.
Après l'incendie de 1916, qui ne laissa intact que la bibliothèque du parlement, la reconstruction des édifices est entreprise pour se terminer quatre ans plus tard, le 26 février 1920, date de la première session du corps législatif du gouvernement dans les nouveaux bâtiments.
Le 1er janvier 2001, la ville d'Ottawa fusionne avec onze municipalités environnantes pour devenir la quatrième plus grande ville du Canada,.

## Administration
Le conseil municipal d'Ottawa est l’organe décisionnel principal de la ville. Siégeant à l'hôtel de ville, il est composé de 24 membres : le maire, et 23 conseillers municipaux. La ville d'Ottawa est divisée en 23 quartiers. À chaque quartier est attribué un conseiller municipal,.

## Géographie

### Climat

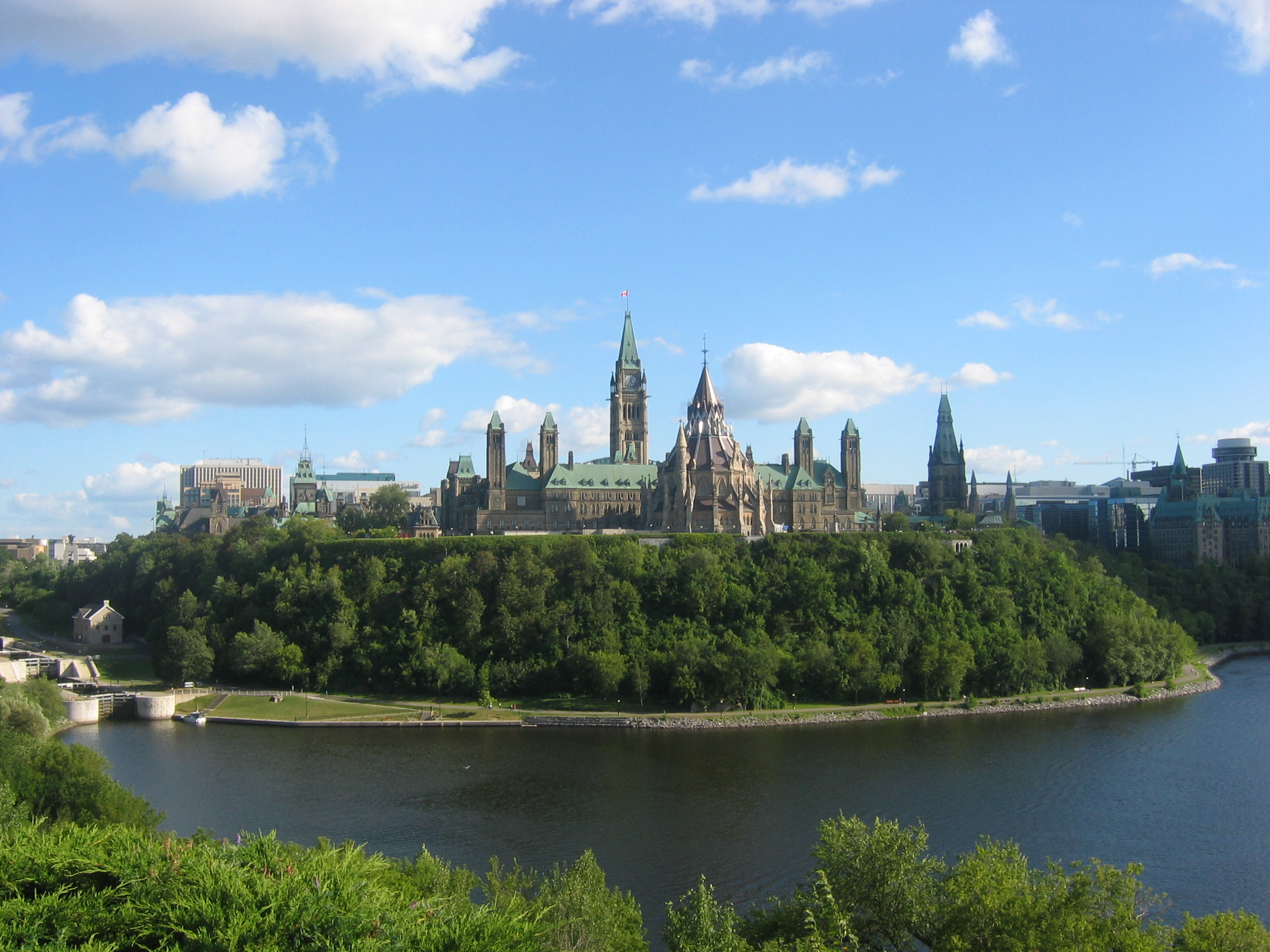
Vue actuelle de la Colline du Parlement.

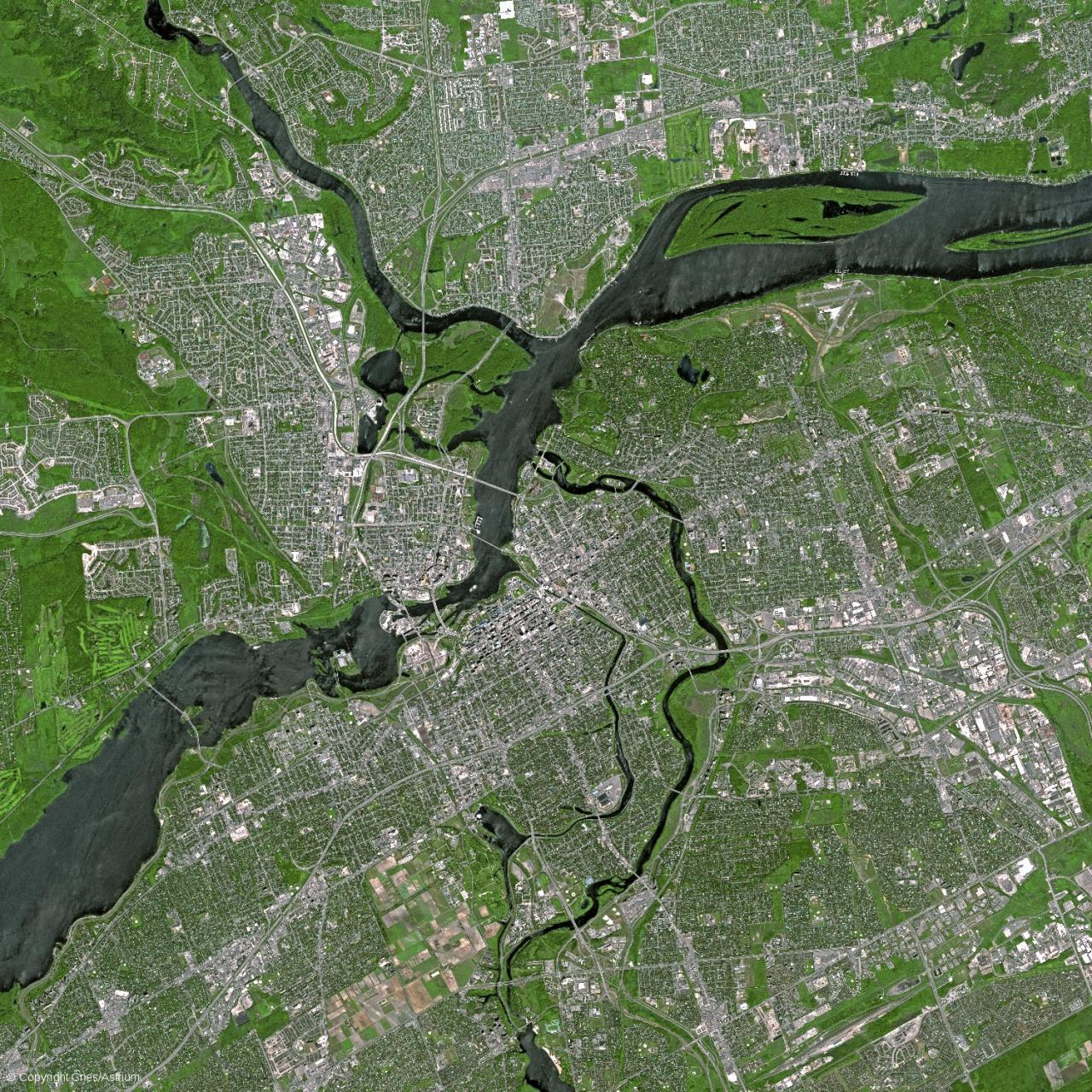
Ottawa vu par le satellite Spot.

La ville d'Ottawa est soumise au climat continental (Köppen : Dfb). Sa position éloignée du littoral lui procure une forte amplitude thermique. La température maximale jamais enregistrée est de 37,8 °C et la température minimale de −38,9 °C. La température moyenne à Ottawa est de 6,3 °C.
D'après la classification de Köppen : la température moyenne du mois le plus froid est inférieure à 0 °C (janvier avec −10,3 °C) et celle du mois le plus chaud est supérieure à 10 °C (juillet avec 21 °C) donc c'est un climat continental. Les précipitations sont stables, il s'agit d'un climat continental froid sans saison sèche. L'été est tempéré, car la température moyenne du mois le plus chaud est inférieure à 22 °C (juillet avec 21 °C) et les températures moyennes des 4 mois les plus chauds sont supérieures à 10 °C (juin à septembre avec respectivement 18,5 °C, 21 °C, 19,8 °C et 15 °C).
Le climat d'Ottawa est classé comme Dfb dans la classification de Köppen, soit un climat continental humide avec été tempéré.
La ville est bien arrosée puisqu'il pleut entre 800 mm et 900 mm par an. Ces précipitations se répartissent tout au long de l'année. On compte en moyenne 86 jours de pluie par an et même si généralement il neige en décembre, janvier, février et mars, ce sont également les mois ayant le plus de jours de pluie, en moyenne huit. Le mois d'août est le mois le plus sec avec en moyenne six jours de pluie. Cependant, les quantités mensuelles de pluie sont beaucoup plus grandes de mai à novembre alors que de la fin novembre à la mi-avril, il tombe un peu plus de 200 cm de neige.
Un des événements météorologiques les plus marquants de la région se produit en janvier 1998 alors qu'une tempête de pluie verglaçante laisse plusieurs dizaines de millimètres de glace en cinq jours. Cette « crise du verglas » paralyse tout l'est de l'Ontario et le sud-ouest du Québec. Plus récemment, le 16 février 2016, une tempête de neige fait tomber 51,2 cm de neige, battant le record établi en mars 1947 pour la chute de neige dans l'espace de 24 heures dans cette région, soit de 40,6 cm.
Un autre événement se produit le 21 septembre 2018 alors qu'une tornade de force EF3 frappe la banlieue ouest et une autre de force EF2, un secteur au sud.
| Mois                                  | jan.       | fév.       | mars       | avril      | mai       | juin      | jui.      | août      | sep.      | oct.       | nov.       | déc.       | année            |
| ------------------------------------- | ---------- | ---------- | ---------- | ---------- | --------- | --------- | --------- | --------- | --------- | ---------- | ---------- | ---------- | ---------------- |
| Température minimale moyenne (°C)     | −14,4      | −12,5      | −6,8       | 1,5        | 8         | 13,3      | 15,7      | 14,5      | 10,1      | 4          | −1,5       | −9,2       | 1,9              |
| Température moyenne (°C)              | −10,2      | −7,9       | −2,2       | 6,5        | 13,5      | 18,7      | 21,2      | 19,9      | 15,3      | 8,4        | 2          | −5,6       | 6,6              |
| Température maximale moyenne (°C)     | −5,8       | −3,1       | 2,4        | 11,4       | 19        | 24,1      | 26,6      | 25,4      | 20,5      | 12,8       | 5,5        | −2         | 11,4             |
| Record de froid (°C) date du record   | −37,8 1925 | −38,3 1934 | −36,7 1938 | −20,6 1923 | −7,2 1902 | 0 1910    | 3,3 1942  | 1,1 1884  | −4,4 1947 | −12,8 1933 | −30,6 1875 | −38,9 1933 | −38,9 29/12/1933 |
| Record de chaleur (°C) date du record | 15,6 1874  | 12,7 2017  | 26,7 2012  | 31,2 1990  | 35,2 2010 | 36,7 1921 | 37,8 1913 | 37,8 1917 | 36,7 1931 | 29,4 1891  | 23,3 1961  | 17,2 2012  | 37,8 1/8/1917    |
| Ensoleillement (h)                    | 99,3       | 131,3      | 167,1      | 189,8      | 229,8     | 254,2     | 279       | 249,3     | 177,6     | 139,4      | 84,3       | 82,6       | 2 083,7          |
| Précipitations (mm)                   | 62,9       | 49,7       | 57,5       | 71,1       | 86,6      | 92,7      | 84,4      | 83,8      | 92,7      | 85,9       | 82,7       | 69,5       | 919,5            |
| dont neige (cm)                       | 44,3       | 34,7       | 29,1       | 7,2        | 0         | 0         | 0         | 0         | 0         | 2,9        | 16         | 41,3       | 175,4            |
| Nombre de jours avec précipitations   | 16         | 11,7       | 11,5       | 13,2       | 14,5      | 12,4      | 11,6      | 11,2      | 12,9      | 14,9       | 15,2       | 15,6       | 160,7            |
| Nombre de jours avec neige            | 14,1       | 9,7        | 7,4        | 2,7        | 0,08      | 0         | 0         | 0         | 0         | 0,81       | 5,1        | 12,2       | 52               |

| Diagramme climatique                                  |               |             |             |         |              |              |              |              |           |             |            |
| J                                                     | F             | M           | A           | M       | J            | J            | A            | S            | O         | N           | D          |
| −5,8−14,462,9                                         | −3,1−12,549,7 | 2,4−6,857,5 | 11,41,571,1 | 19886,6 | 24,113,392,7 | 26,615,784,4 | 25,414,583,8 | 20,510,192,7 | 12,8485,9 | 5,5−1,582,7 | −2−9,269,5 |
| Moyennes : • Temp. maxi et mini °C • Précipitation mm |               |             |             |         |              |              |              |              |           |             |            |

| Mois                                  | jan.       | fév.       | mars       | avril      | mai       | juin      | jui.      | août      | sep.      | oct.      | nov.       | déc.       | année           |
| ------------------------------------- | ---------- | ---------- | ---------- | ---------- | --------- | --------- | --------- | --------- | --------- | --------- | ---------- | ---------- | --------------- |
| Température minimale moyenne (°C)     | −14,8      | −12,7      | −7         | 1          | 7,5       | 12,9      | 15,5      | 14,3      | 9,6       | 3,3       | −2,4       | −10,1      | 1,4             |
| Température moyenne (°C)              | −10,3      | −8,1       | −2,3       | 6,3        | 13,3      | 18,5      | 21        | 19,8      | 15        | 8         | 1,5        | −6,2       | 6,4             |
| Température maximale moyenne (°C)     | −5,8       | −3,4       | 2,5        | 11,6       | 19        | 24,1      | 26,5      | 25,3      | 20,4      | 12,7      | 5,4        | −2,3       | 11,3            |
| Record de froid (°C) date du record   | −35,6 1957 | −36,1 1943 | −30,6 1950 | −16,7 1954 | −5,6 1966 | −0,1 1980 | 5 1946    | 2,6 1986  | −3 1980   | −8 2015   | −21,7 1940 | −34,4 1942 | −36,1 15/2/1943 |
| Record de chaleur (°C) date du record | 12,9 2005  | 12,4 2000  | 27,4 2012  | 31,1 1990  | 35,8 2010 | 36,1 1941 | 36,7 1955 | 37,8 1944 | 35,1 2002 | 27,8 1946 | 23,9 1938  | 17,9 2012  | 37,8 11/8/1944  |
| Ensoleillement (h)                    | 122,4      | 114,1      | 168,5      | 187,5      | 210,5     | 274       | 301,4     | 231,9     | 211,5     | 148,8     | 92,4       | 68,8       | 2 131,7         |
| Précipitations (mm)                   | 65,4       | 54,3       | 64,4       | 74,5       | 80,3      | 92,8      | 91,9      | 85,5      | 90,1      | 86,1      | 81,9       | 76,4       | 943,4           |
| dont neige (cm)                       | 53,9       | 43,3       | 38,3       | 11,3       | 0,2       | 0         | 0         | 0         | 0         | 3,7       | 20,2       | 52,5       | 223,5           |
| Nombre de jours avec précipitations   | 16,6       | 13,1       | 12,7       | 12,4       | 13,4      | 13,2      | 11,9      | 11        | 12,3      | 14,3      | 15,2       | 17,4       | 163,6           |
| Humidité relative (%)                 | 67,5       | 61,3       | 56,6       | 50,2       | 49,9      | 53,1      | 53,7      | 55        | 59,1      | 61,6      | 68,1       | 72,2       | 59              |
| Nombre de jours avec neige            | 16,1       | 12,1       | 8,8        | 3,5        | 0,17      | 0         | 0         | 0         | 0         | 1,1       | 6,8        | 14,7       | 63,3            |

| Diagramme climatique                                  |               |           |           |           |              |              |              |             |             |             |               |
| J                                                     | F             | M         | A         | M         | J            | J            | A            | S           | O           | N           | D             |
| −5,8−14,865,4                                         | −3,4−12,754,3 | 2,5−764,4 | 11,6174,5 | 197,580,3 | 24,112,992,8 | 26,515,591,9 | 25,314,385,5 | 20,49,690,1 | 12,73,386,1 | 5,4−2,481,9 | −2,3−10,176,4 |
| Moyennes : • Temp. maxi et mini °C • Précipitation mm |               |           |           |           |              |              |              |             |             |             |               |

## Économie et société

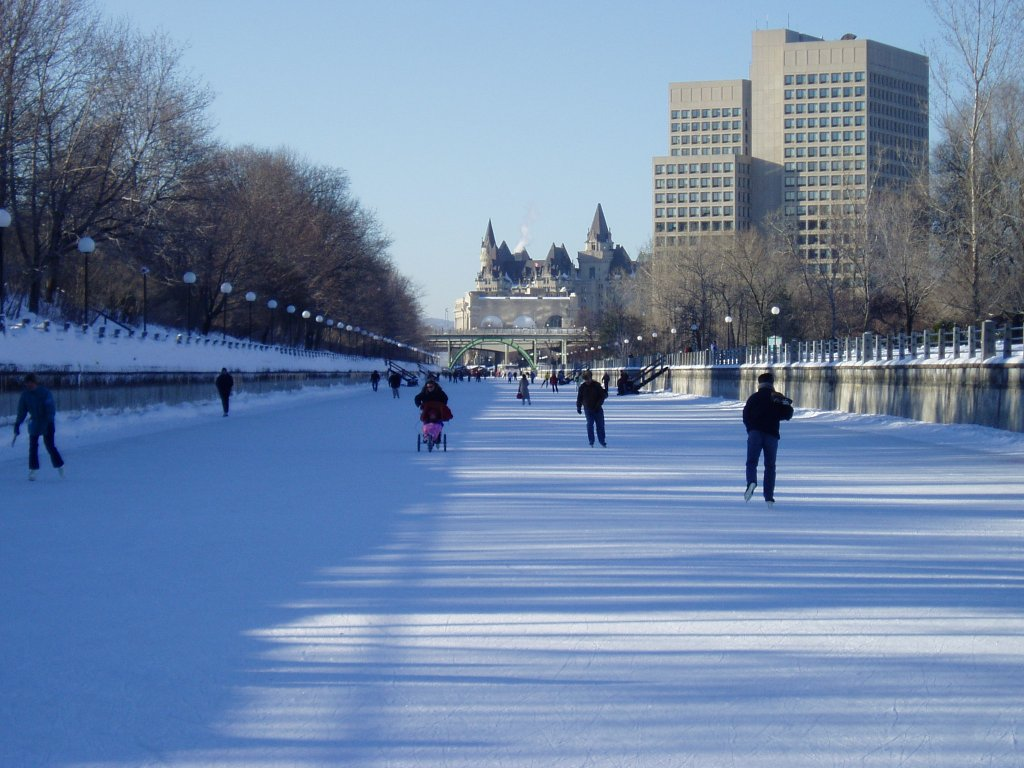
Le canal Rideau en hiver.

L'économie de la ville est basée sur les activités des ministères et organismes du gouvernement fédéral ainsi que du parlement canadien tout en gardant tout de même une importante frange d'emploi dans les secteurs des hautes technologies et du tourisme. Les pôles touristiques de la région incluent la colline du Parlement, le marché By, 24, promenade Sussex (résidence officielle du premier ministre), Rideau Hall (résidence officielle du gouverneur général).
Ottawa regroupe aussi plusieurs musées, dont le Musée des beaux-arts du Canada, le Musée canadien de la nature, et le Musée canadien de la guerre. Trois universités sont implantées à Ottawa : l'Université d'Ottawa, l'Université Carleton et l'Université Saint-Paul.
La ville d'Ottawa est desservie par l'aéroport international MacDonald-Cartier d'Ottawa. Elle est le terminus du canal Rideau.

## Démographie
D'après le recensement de 2006, il y a 812 129 habitants, 340 732 ménages et 222 150 familles qui vivent dans la ville. La densité de population est de 292,3 habitants/km2. Son aire urbaine abrite 1,3 million d'habitants. En juin 2019, la ville d'Ottawa estime avoir dépassé le million d'habitants.

### Langues

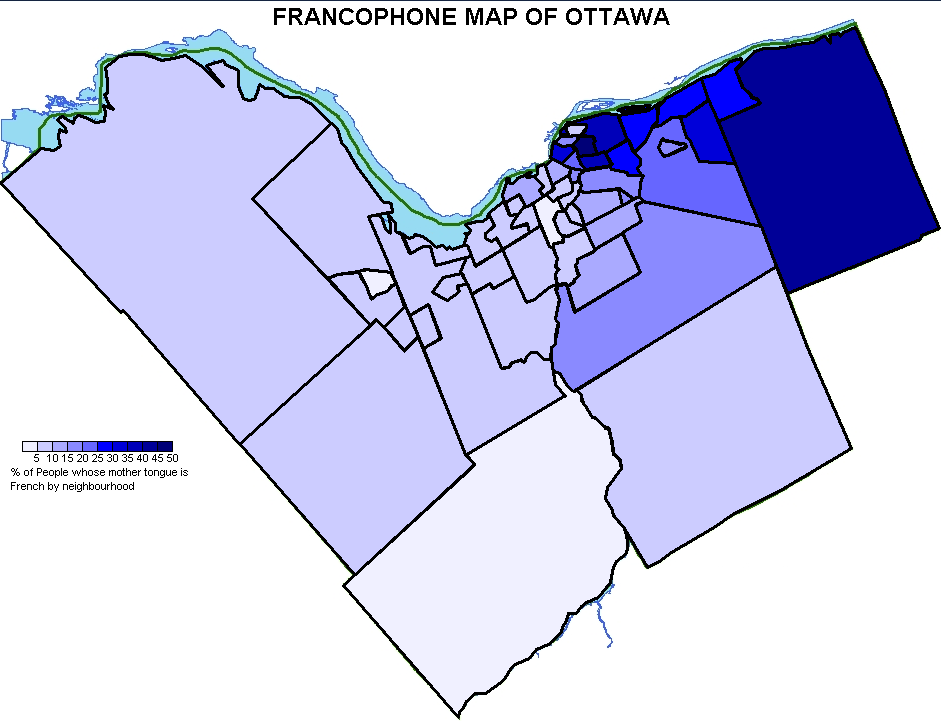
Distribution des francophones à Ottawa.

Les langues officielles sont l'anglais et le français depuis 2002. La connaissance des langues est ainsi répartie :
- anglais seulement : 479 740 ;
- français seulement : 12 985 ;
- anglais et français : 298 245 ;
- ni anglais ni français : 10 305.

Ottawa compte un grand nombre de francophones. Dans la capitale canadienne, 63,7 % de ses habitants déclarent avoir l'anglais comme langue maternelle et 15 % le français avec 22,3 % des habitants parlant les deux langues en 2011.

### Races et origines ethniques
D'après le recensement de 2016, 69,1 % des habitants d'Ottawa sont blancs, tandis que 4,6 % sont des autochtones et 26,3 % sont des minorités visibles (plus élevé que le pourcentage national à 22,3 %). Environ 23,6 % de la population d'Ottawa est considérée comme immigrante.
- Blancs (69,1 %)
- Asiatiques (11,9 %)
- Noirs (6,6 %)
- Arabes (4,8 %)
- Autochtones (4,6 %)
- Métis (2,3 %)
- Latino-Américains (1,2 %)
- Autres (0,3 %)

### Communauté LGBT
La communauté LGBT ou allosexuelle d'Ottawa a une place importante dans l'histoire de la ville et du pays.
La première manifestation canadienne pour les droits des personnes allosexuelles s'est tenue à Ottawa en 1971.
En 2011, la ville d'Ottawa désigne comme quartier gay la partie de la rue Bank fermée par les rues Nepean (nord), James (sud), Kent (ouest) et O'Connor (est), nommée Le Village.
Depuis 2007, un festival annuel du film LGBT est organisé par l'association Inside Out.

### Famille
Il y a 210 875 familles dont 72,8 % sont des couples mariés vivant ensemble, 11,1 % sont des couples en union libre, et 13,2 % des familles monoparentales où le parent est de sexe féminin.

### Âge
Composition selon l’âge de la population : 25,3 % des habitants ont moins de 19 ans, 6,9 % ont de 20 à 24 ans, 32,5 % de 25 à 44 ans, 23,8 % de 45 à 64 ans, et 11,5 % ont 65 ans et plus. L'âge moyen est de 36,7 ans. La répartition hommes/femmes pour l'ensemble des groupes d'âge est de 95,1 femmes pour chaque centaine d'hommes. Par contre, pour chaque centaine de femmes de 18 ans et plus, on compte 92,1 hommes.
Le revenu individuel moyen est de 39 713 dollars canadiens et le revenu familial moyen est de 73 507 $. Les hommes ont un revenu moyen de 47 203 $ et les femmes de 31 641 $. Les revenus par habitant sont de 23 061 $.
|                         | Ancienne ville d'Ottawa | Nouvelle ville d'Ottawa |
| ----------------------- | ----------------------- | ----------------------- |
| Population (2001)       | 337 031                 | 774 072                 |
| Population (1996)       | 323 340                 | 721 136                 |
| % variation (1996-2001) | 4,2                     | 7,3                     |
| Logements privés        | 155 536                 | 310 132                 |
| Densité (hab/km2)       | 3059,7                  | 278,6                   |
| Superficie (km2)        | 110,15                  | 2 778,64                |

| 2001    | 2006    | 2011    | 2016    |
| ------- | ------- | ------- | ------- |
| 774 072 | 812 129 | 883 391 | 934 243 |

## Culture et communication

### Littérature
Plusieurs auteurs d'Ottawa ont remporté le Prix littéraire du Gouverneur général. Parmi eux, il y a Claire Martin, pseudonyme de Claire Montreuil, en 1966 pour La joue droite, 2e partie de Dans un gant de fer. Il y a également Michel Ouellette en 1994 pour la pièce de théâtre French Town, Nicole V. Champeau, dans la catégorie « Études et essais » en 2009 pour Pointe Maligne, l’infiniment oubliée. Jean Marc Dalpé a gagné le prix à trois reprises dans la catégorie « Théâtre » pour Le Chien en 1988 et Il n’y a que l’amour en 1999 et en 2000 pour son premier roman, Un vent se lève qui éparpille. Dans la catégorie études et essais, Réjean Robidoux pour en Martin du Gard et la religion 1964, Patricia Smart pour en Écrire dans la maison du père, l'émergence du féminin dans la tradition littéraire du Québec 1988 et Philippe Bernier Arcand pour Faux rebelles : Les dérives du politiquement incorrect en 2023 ont également remporté ce prix. Enfin, Daniel Poliquin l'a remporté en 2014 pour L’Indien malcommode, sa traduction de The Inconvenient Indian, de Thomas King, puis à nouveau en 2017 pour Un barbare en Chine nouvelle, sa traduction de Barbarian Lost: Travels in New China, d'Alexandre Trudeau.

### Maisons d'édition
- Éditions David
- Éditions sans Limites
- Éditions du Vermillon

### Cinéma et festivals
- Le festival franco-ontarien
- Le festival International de l'animation
- Le festival du film canadien (en)
- Le festival du film LGBT
- L'Ottawa Bluesfest
- Le Festival international de jazz d'Ottawa

### Musique
- Thirteen Strings Chamber Orchestra

### Festival canadien des Tulipes

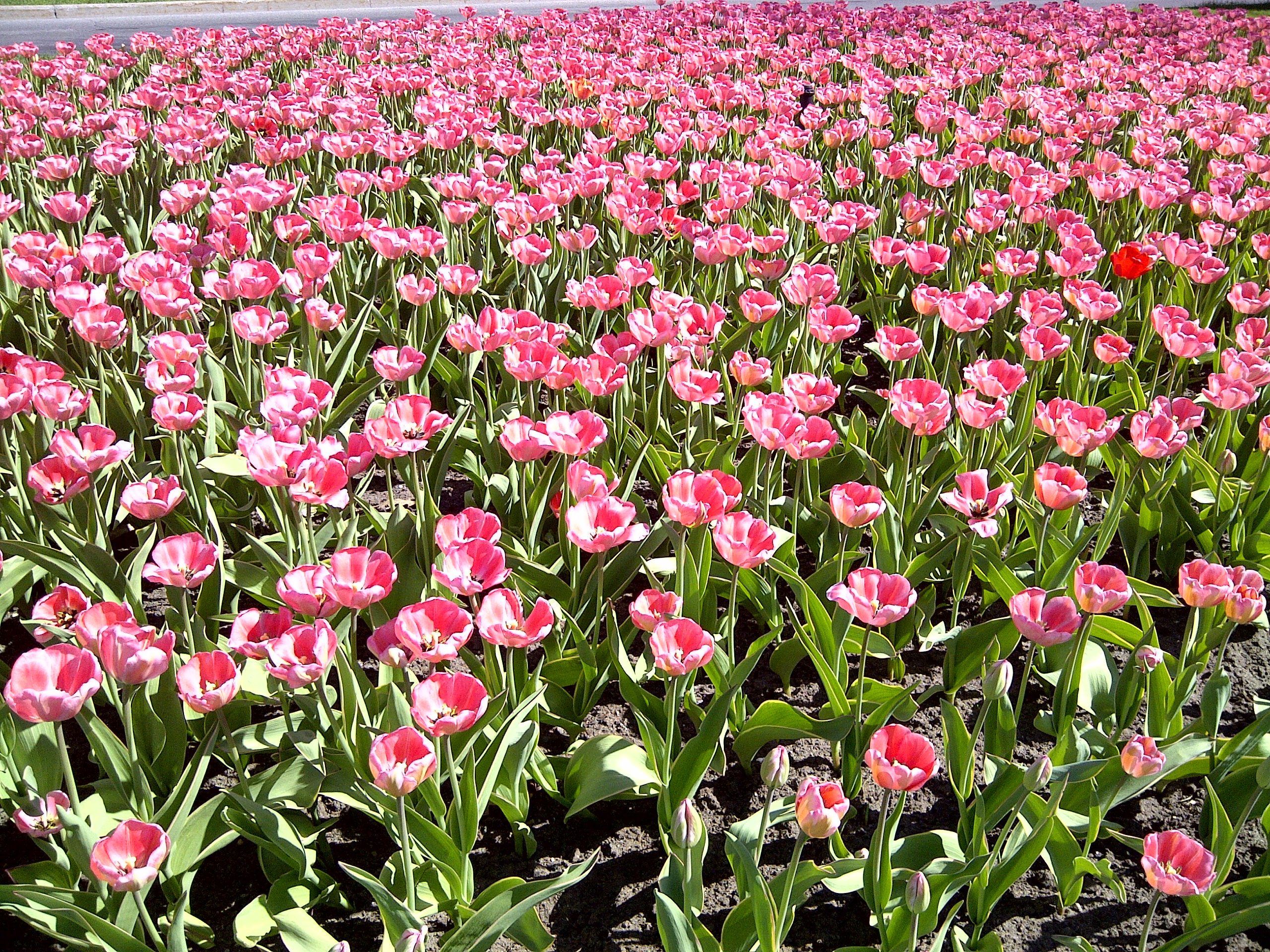
Le Festival canadien des tulipes est un événement majeur à Ottawa.

Le Festival canadien des tulipes est un festival populaire printanier se déroulant généralement au mois de mai. Il s'agit du plus important festival consacré à la tulipe au monde. Cet événement veut souligner la libération des Pays-Bas lors de la Seconde Guerre mondiale, événement qui avait été marqué par un don de tulipes à la ville d'Ottawa.
Ce festival, qui attire environ 500 000 curieux chaque année, a vu le jour en 1953.

## Attraits touristiques

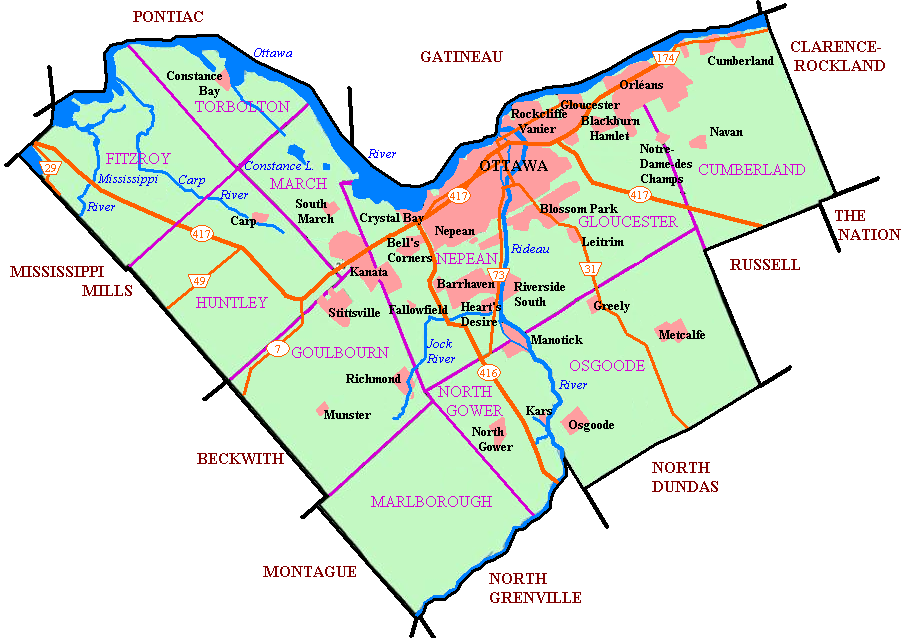
Carte d'Ottawa.

En tant que capitale du Canada, Ottawa possède plusieurs sites d'intérêt, musées et institutions qui attirent un grand nombre de visiteurs, notamment :
- la colline du Parlement ;
- le 24, promenade Sussex, résidence officielle du premier ministre ;
- Rideau Hall, résidence officielle du Gouverneur général ;
- le canal Rideau ;
- le Musée des beaux-arts du Canada ;
- le Musée canadien de la guerre ;
- le Musée des sciences et de la technologie du Canada ;
- le Musée de l'aviation et de l'espace du Canada ;
- le Musée canadien de la nature ;
- le Musée canadien de la photographie contemporaine ;
- le Monument commémoratif de guerre du Canada et la tombe du Soldat inconnu ;
- le Monument aux Valeureux ;
- le Monument au maintien de la paix ;
- le Monument canadien pour les droits de la personne (en) ;
- le Monument national de l'Holocauste ;
- le Château Laurier, un hôtel historique ;
- le Centre national des Arts ;
- la Galerie d'art d'Ottawa, qui accueille notamment la Collection Firestone d'art canadien ;
- les chutes de la rivière Rideau ;
- le Centre Canadian Tire, aréna où jouent les Sénateurs d'Ottawa ;
- l'Ambassade de France au Canada ;
- le Musée Bytown[42], patrimoine matériel et culturel de la région d'Ottawa ;
- le Musée Diefenbunker[43], musée canadien de la Guerre froide ;
- le Musée de Nepean (en)[44] ;
- Domaine Billings[45] ;
- la Ceinture de verdure de la capitale nationale ;
- Portes ouvertes Ottawa.

## Transports

Vue sur Ottawa et Gatineau avec l'Autoroute 50 (à gauche) et l'Autoroute 5 (à droite) en avant-plan

### Transport en commun

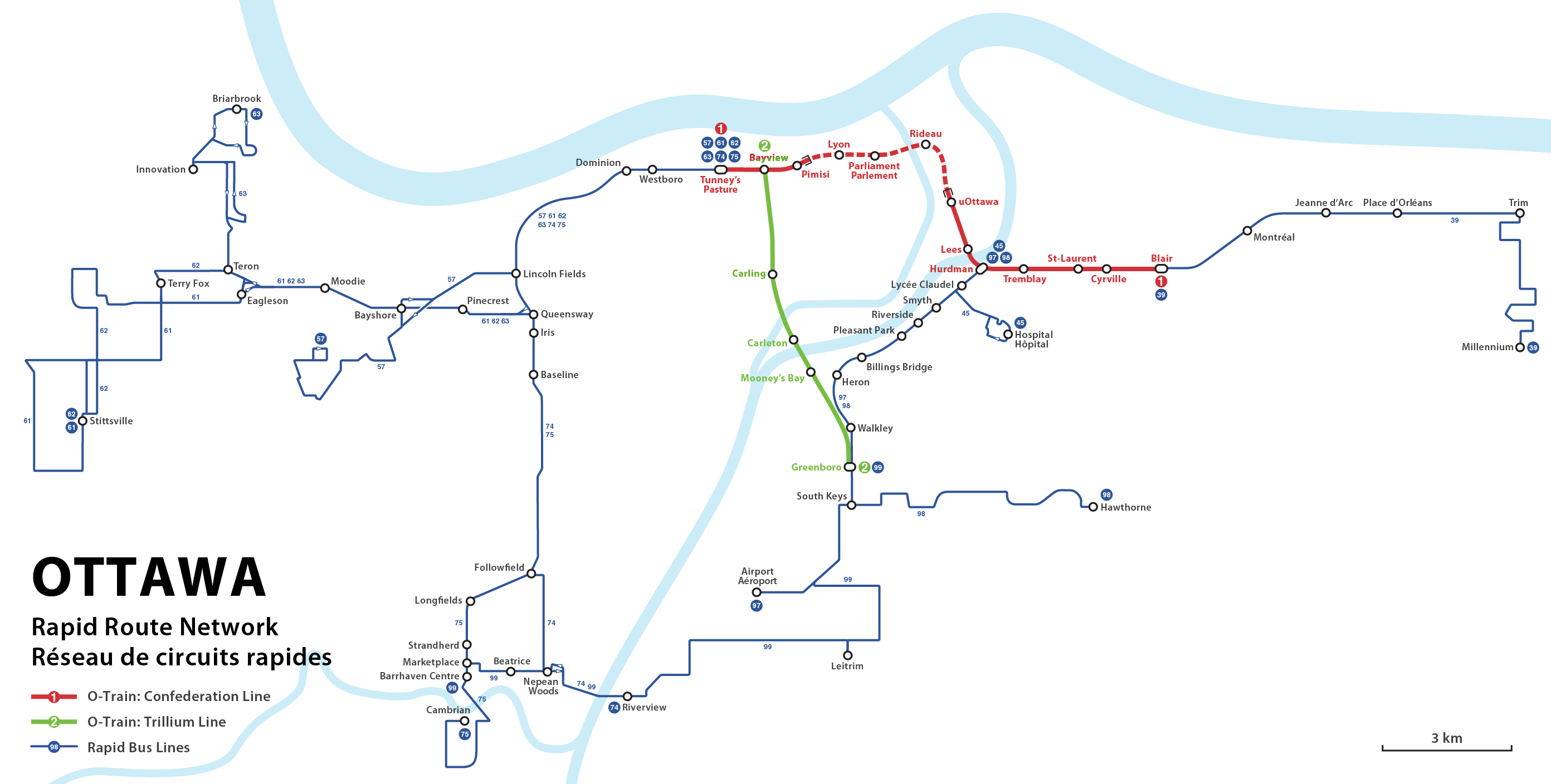
Lignes de O-Train en rouge et vert. Les autres lignes représentent des circuits d'autobus rapides de OC Transpo

Les transports en commun sont assurés par OC Transpo dont le réseau comporte des circuits locaux d'autobus à arrêts fréquents, des circuits rapides sur voie réservée appelés « Transitway » et un train-tram appelé « O-Train ». La Société de transport de l'Outaouais (STO), qui dessert Gatineau du côté québécois de la rivière des Outaouais, compte certains circuits vers la ville d'Ottawa et OC Transpo fait de même vers Gatineau. Le tout donne un réseau fort dense de transport en commun. Les titres de transport des deux réseaux sont valides sans supplément sur les lignes régulières.
Via Rail offre des trains vers Montréal et Toronto. Greyhound et Voyageur relient Ottawa avec plusieurs destinations ontariennes et québécoises directement, et avec le reste du Canada et des États-Unis par correspondance à partir de la station centrale.

### Transport maritime et fluvial

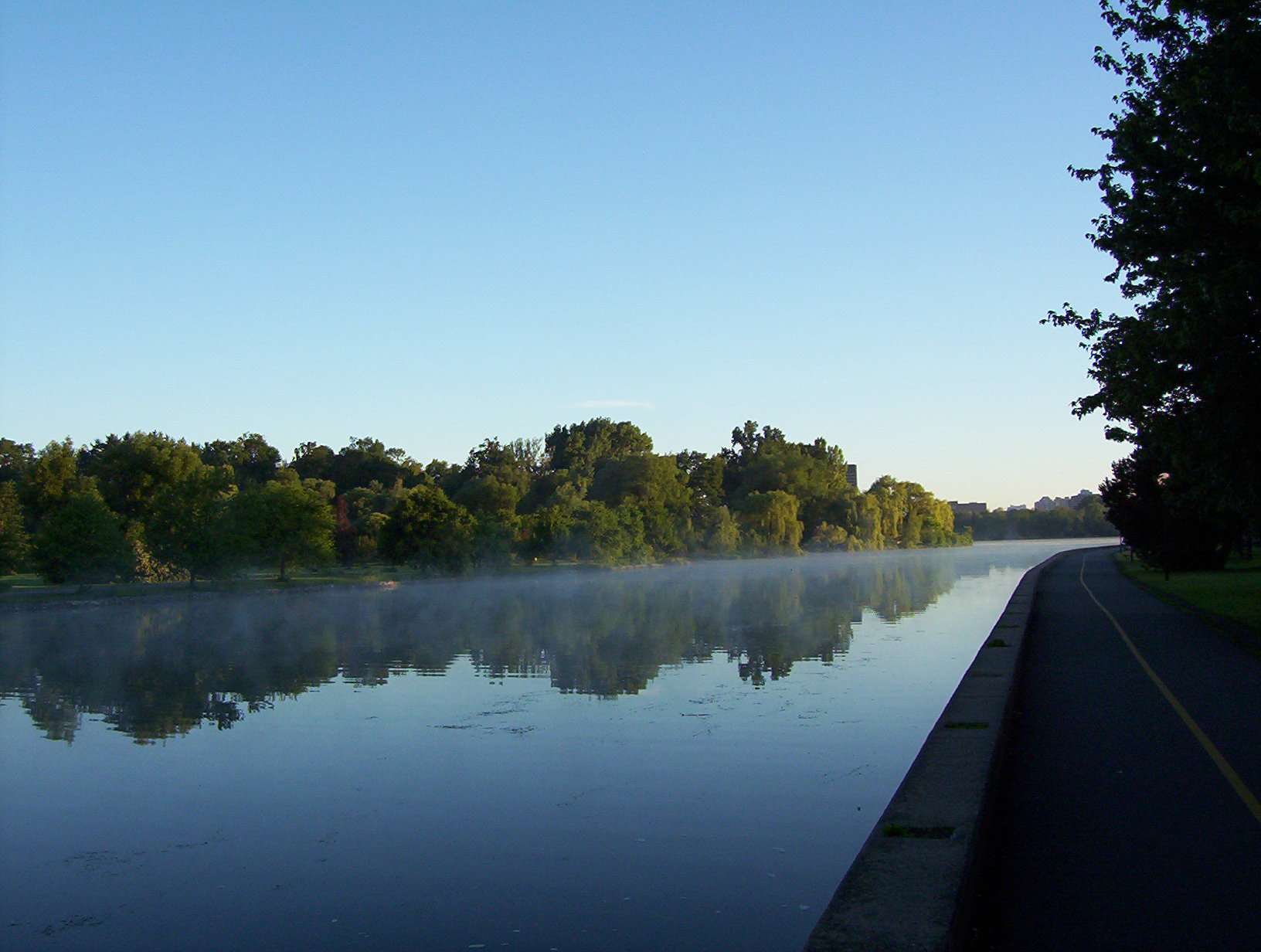
Le canal Rideau à l'aube près de l'Université Carleton.

Ottawa est au confluent des rivières des Outaouais et Rideau. Après la guerre de 1812, la construction du canal Rideau a été entreprise afin de relier les colonies britanniques du Haut et Bas-Canada en évitant la proximité de la frontière américaine le long du fleuve Saint-Laurent entre Cornwall et Kingston. Ces deux liens maritimes ont grandement aidé au développement de la région, surtout en permettant le transport du bois des forêts plus au nord.
Depuis le développement des routes après la Seconde Guerre mondiale et l'interdiction du flottage du bois dans les années 1970, le transport maritime a graduellement disparu, mais celui de plaisance a pris la relève. Le canal Rideau est particulièrement prisé en été par les navigateurs et en hiver il se transforme en patinoire linéaire.

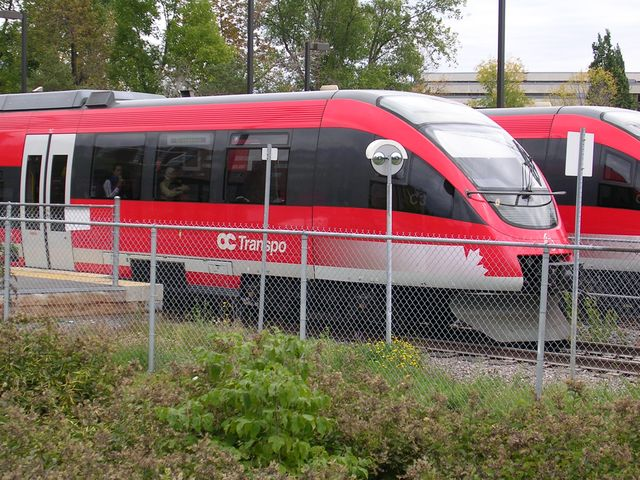
Le O-Train, train léger d'Ottawa.

### Réseau routier et accès
La ville d'Ottawa possède un réseau routier connectant tous les secteurs de la ville en plus de la connecter au reste de l'Ontario et à sa ville voisine, Gatineau.

#### Autoroute 417 – LaQueensway
L'autoroute 417, surnommée la « Queensway » (« voie de la Reine », car la Reine Élisabeth en a lancé les travaux le 15 octobre 1957), est l'épine dorsale du réseau routier de la ville. Les kilomètres 108 à 145 traversent la grande région d'Ottawa, incluant ses banlieues. Elle arrive de l'est dans le secteur de Gloucester, au sud-ouest d'Orléans. Elle possède quatre échangeurs reliant ce secteur, soit les sorties 108 (Hunt Club Road), 110 (Walkey Road, vers l'aéroport), 112 (Innes Road) et 113 (route 174 est, Orléans, Rockland, Aviation Pkwy.). À la hauteur de cet échangeur surnommé le « Split », elle bifurque vers l'ouest en devenant une autoroute plus large, à huit voies (quatre et quatre).
Elle se dirige par la suite pendant neuf kilomètres vers l'ouest-sud-ouest, en possédant sept échangeurs vers le secteur Vanier et le centre-ville, soit les sorties 115 (Boul. Saint-Laurent), 117 (Vanier Pkwy.), 118 (Nicholas Ave., est du centre-ville, Gatineau), 119 (Metcalfe Avenue, Bank Street, centre financier), 120 (Avenue Bronson, ouest du centre-ville, aéroport), 121 (Booth Street) et 122 (Parkdale Ave.). Elle tourne ensuite vers le sud-ouest pour traverser le secteur de Nepean avec les sorties 123 (Island Park Dr.), 124 (Carling Ave.), 126 (Maitland Ave.), 127 (Woodroffe Ave.), 130 (Ottawa River Pkwy.) et 131 (Autoroute 416 sud, Kingston). Elle continue vers l'ouest-sud-ouest à travers Kanata entre les sorties 132 et 145, où elle bifurque vers le nord pour s'éloigner progressivement du grand Ottawa.
La 417 est la principale autoroute reliant le grand Ottawa et demeure très congestionnée aux heures de pointe.

#### Autres artères importantes
L'autoroute 416 passe dans l'ouest de Nepean et relie globalement la 417 à la 401 vers Kingston et Toronto. La Ottawa River Parkway est un long boulevard à accès limité suivant la rive sud de la rivière des Outaouais entre le pont du Portage et la 417. Les rues Rideau et Wellington sont les principales artères connectrices du centre-ville d'Ottawa (en direction Ouest-Est), passant près du parlement canadien et du château Laurier. 
Voici la liste des principaux axes Ouest-Est de la ville (colonne de gauche) et Nord-Sud (colonne de droite).
- Sussex Drive
- Richmond Road
- Scott Street
- Queen Avenue
- King Street
- St. Patrick Street
- Murray Street
- Somerset Street
- Wellington Street/Rideau Street/Montreal Road
- Beechwood Avenue
- Murray Avenue
- Baseline Road
- Walkey Road
- Carling Avenue
- Heron Road
- McArthur Avenue
- Donald Street
- Ottawa River Parkway
- Smyth Road
- Bronson Avenue
- Nicholas Avenue
- King Edward Avenue
- Parkdale Avenue
- Bank Street
- O'Connor Street
- Metcalfe Street
- Elgin Avenue
- Vanier Parkway
- Saint-Laurent Boulevard
- Dalhousie Street
- Island Park Drive
- Booth Street
- Maitland Avenue
- Aviation Parkway
- Queen Elizabeth Drive
- Colonel By Drive
- Riverside Drive

#### Ponts au-dessus de la rivière des Outaouais
Il existe actuellement cinq ponts reliant Ottawa à Gatineau, au Québec. Un nouveau pont autoroutier enjambant la rivière est présentement à l'étude.
Le pont Macdonald-Cartier est le seul pont autoroutier à relier les deux villes. Il est le terminus sud de l'autoroute 5 du Québec et le terminus nord de l'avenue King Edward, vers l'est du centre-ville. Sur le pont, la limite de vitesse est de 70 km/h, demeure au Québec, mais descend à 40 km/h sur le territoire Ontarien tout juste après le pont.
Le pont Alexandra est le plus vieux pont entre les deux rives, autrefois un pont ferroviaire. Il possède 1 voie par direction et la limite de vitesse est de 50 km/h. Il est la continuité du boulevard des Allumetières de Gatineau et des rues St. Patrick et Murray d'Ottawa.
Le pont du Portage possède 6 voies et relie la rue Wellington au boulevard Maisonneuve dans le centre-ville de Gatineau. La limite de vitesse est de 50 km/h.
Le pont de la Chaudière est le plus petit pont reliant les deux villes, étant situé à l'emplacement d'un barrage hydroélectrique. Il constitue l'extrémité de la rue Booth d'Ottawa, et relie la ville au boulevard Alexandre-Taché de Gatineau.
Le pont Champlain est le pont le plus ouest, possédant trois voies, interchangeables dans les heures de pointe. Il est la continuité de la promenade Island Park et rejoint le chemin d'Aylmer. La limite de vitesse est de 60 km/h sur ce pont.

### Aéroport
L'aéroport international MacDonald-Cartier accueille, selon les statistiques de janvier 1998, une centaine de vols chaque jour :
- code OACI : CYOW ;
- année d'établissement : 1928 comme terrain du Ottawa Flying Club, devient un aéroport durant la Seconde Guerre mondiale et reconstruction la plus récente en 2003 ;
- compagnies canadiennes : Air Canada, West Jet, Air Transat, First Air, Porter Airlines ;
- compagnies américaines : United Express, Shuttle America, American Eagle.

L'aéroport de Gatineau dessert la région également pour des vols d'affaires et quelques vols régionaux.

## Héraldique
|          | Blasonnement | Signification |
| -------- | --- | --- |
| Écu      | D'argent à une croix ondée d'azur chargée d'un filet en croix ondé d'argent et cantonnée au un de la couronne royale au naturel et au quatre d'une feuille d'érable de gueules, au chef du même chargé d'un astrolabe accosté à dextre de deux flèches passées en sautoir, le tout d'argent, et brochant sur elles, l'aviron d'un canot indien d'or la pale en haut et, à senestre, d'une pelle et d'une pioche d'argent passées en sautoir et, brochante sur elles, une grenade d'or enflammée au naturel. | La croix ondulée représente la rivière des Outaouais et ses affluents, la rivière Rideau et la rivière Gatineau. La couronne et la feuille d'érable rappelle la désignation d'Ottawa comme capitale par la reine Victoria. L'aviron et les flèches symbolise la Première Nation des Outaouais, premiers habitants de la région, l'astrolabe représente Samuel de Champlain, premier explorateur européen, les autres outils rappellent les Royal Engineers qui ont construit le canal Rideau sous la direction du lieutenant-colonel By. |
| Cimier   | Un pin blanc fruité au naturel chargé d'un besant d'or surchargé d'un chêne arraché englanté au naturel. | Le pin blanc rappelle la première économie de la région d'Ottawa, le cercle avec le chêne est inspiré de l'ancien sceau de Bytown. |
| Supports | À dextre, un équarrisseur de bois de 1850 tenant de sa main dextre une hache à équarrir la lame en bas, à senestre, un officier du Civil Service Rifle Regiment, les tenants debout sur un monticule herbeux semé de pommes de pin, le tout au naturel; | L'équarrisseur symbolise l'industrie historique du bois à Ottawa, l'officier le service public de la capitale. |
| Devise   | « Advance Ottawa En avant » | La devise actuelle est tirée de la devise de la ville d'Ottawa avant la fusion : « City of Ottawa · Advance ». |

## Éducation
Ottawa compte plusieurs établissements d'enseignement supérieur :
- l'Université d'Ottawa, université bilingue fondée en 1848. En 2008, l'université comptait 36 244 étudiants, répartis dans dix facultés ;
- l'Université Saint Paul, institut catholique bilingue, gérée depuis un siècle et demi par la Congrégation des Oblats de Marie Immaculée ;
- l'Université Carleton, université internationale fondée en 1942 ;
- le Collège Algonquin, institution d'enseignement post-secondaire anglophone spécialisée dans les arts appliqués et la technologie ;
- la Cité collégiale.

## Police
Ville-capitale, la sécurité à Ottawa est assurée par plusieurs services :
- le Service de police d'Ottawa, fondée en 1855, salariant 1 138 policiers assermentés (armés de Glock 22) disposant de 520 véhicules (dont cinq bateaux et un aéronef) et 362 personnels civils répartis en cinq zones sous l'autorité d'un chef constable ;
- la Police provinciale de l'Ontario ayant pour juridiction les autoroutes et l'aéroport ;
- la Gendarmerie royale du Canada assure la sécurité des ambassades et la surveillance des artères sous juridiction fédérale.

### Lieux de culte
- Cathédrale Christ Church d'Ottawa
- Basilique-cathédrale Notre-Dame d'Ottawa[49]

- Cathédrale Orthodoxe Saint-Élie

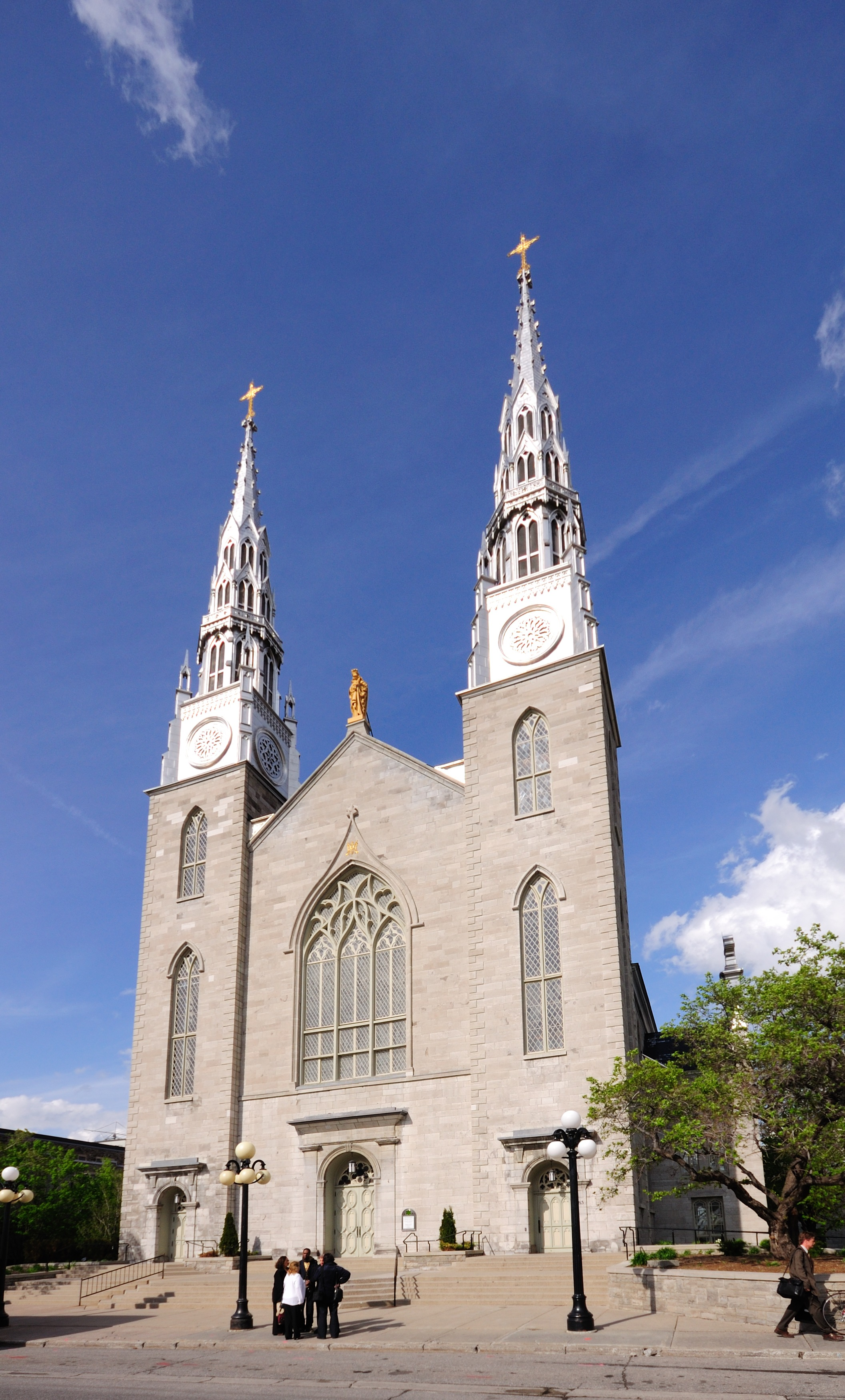
Basilique-cathédrale Notre-Dame d'Ottawa.

- Sanctuaire national catholique ukrainien de Saint-Jean-Baptiste
- Église biblique métropolitaine

## Équipes sportives
| Équipe                 | Ligue                                            | Stade                    | Création | Titres |
| ---------------------- | ------------------------------------------------ | ------------------------ | -------- | ------ |
| Lynx d'Ottawa          | International League (baseball)                  | Lynx Stadium             | 1993     | 1      |
| Voyageurs d'Ottawa     | Ligue Can-Am (baseball)                          | Stade d'Ottawa           | 2008     | 0      |
| Atlético Ottawa        | Premier League Canadienne (football/soccer)      | Stade Place TD           | 2020     | 0      |
| Sénateurs d'Ottawa     | LNH (hockey sur glace)                           | Centre Canadian Tire     | 1992     | 0      |
| 67 d'Ottawa            | LHO (hockey sur glace)                           | Ottawa Civic Centre      | 1967     | 3      |
| Ottawa Harlequins (en) | RCSL (rugby à XV)                                | Twin Elm Rugby Park (en) | 1999     | 4      |
| Rouge et Noir d'Ottawa | Ligue canadienne de football (football canadien) | Stade Place TD           | 2010     | 1      |

La ville d'Ottawa a aussi accueilli deux équipes jouant dans la Ligue canadienne de football : les Rough Riders (de 1876 à 1996) et les Renegades (de 2002 à 2005). Une nouvelle franchise a été accordée en 2010 (Rouge et Noir d'Ottawa, ou RedBlacks), mais ne commence ses activités qu'en 2014.

## Personnalités
- Aline Cloutier, caricaturiste
- Christopher Aikman, astronome
- Margaret Anglin, actrice
- Paul Anka, chanteur
- Margaret Atwood, romancière
- Suzanne Aubry, écrivaine
- Dan Aykroyd, acteur

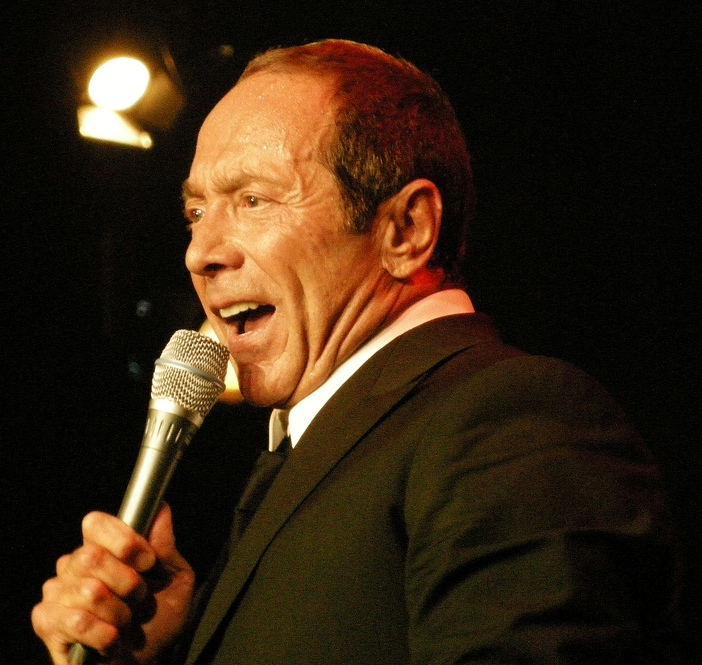
Paul Anka

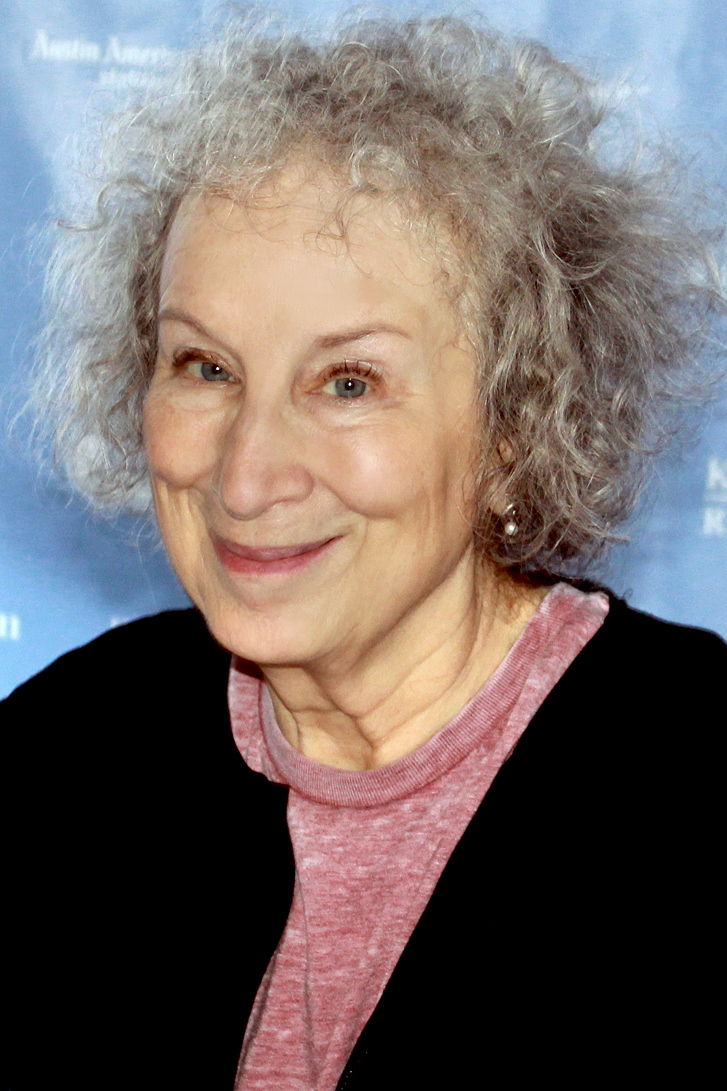
Margaret Atwood

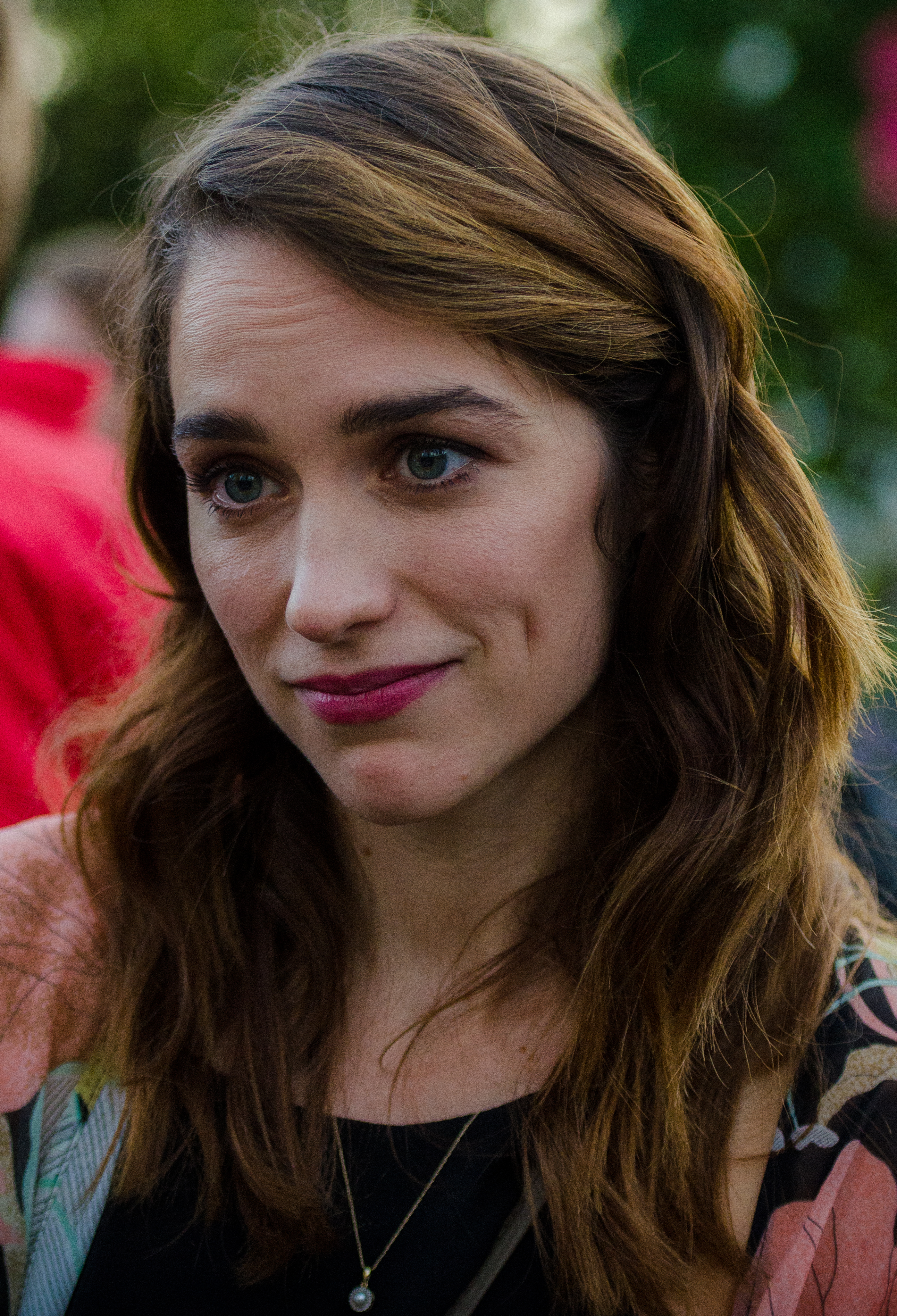
Melanie Scrofano

- Marcelle Barthe, animatrice de radio, comédienne et écrivaine
- Guy Beaulne, metteur en scène
- Laure Berthiaume-Denault, peintre
- Dan Boyle, joueur de hockey
- Rod Brind'Amour, joueur de hockey
- Cody Ceci, joueur de hockey
- Robert de Cotret, homme politique
- Jean Marc Dalpé, écrivain
- Mona Fortier, femme politique
- Lorne Greene, acteur et producteur
- Jean-Robert Gauthier, homme politique
- Chantal Hébert, journaliste
- Anne Heggtveit, skieuse alpine
- William H. B. Hoare (1890-1948), explorateur, y est né.
- Christina Julien, joueuse de football
- Georgette Lamoureux, journaliste, historienne
- Marc Laviolette, homme politique
- Rich Little, acteur
- Alex Mateas, joueur de football canadien
- Robert-Benoît Major, homme politique
- Vanessa Morgan, actrice
- Alanis Morissette, chanteuse
- Sandra Oh, actrice
- Jean-Gabriel Pageau, joueur de hockey
- Paul Byron, joueur de hockey
- Suzanne Pinel, musicienne
- Denis Potvin, joueur de hockey
- Diane Régimbald, poétesse
- Kelly Rowan, actrice
- Régis Roy, écrivain
- Barbara Ann Scott, patineuse artistique
- Melanie Scrofano, actrice
- Kari Skogland, réalisatrice
- Michel A. Thérien, poète
- Catherine-Anne Toupin, actrice
- Pierrette Vachon-L’Heureux, linguiste
- MacKenzie Weegar, joueur de hockey
- Rachel Wilson, actrice
- Doug Wilson, joueur de hockey
- Andrew Leslie, général des Forces armées canadiennes
- Leo Springer, prospecteur
- Chris Bumstead, culturiste (3× Mr. Olympia)
- Bruce Cockburn, chanteur et auteur-compositeur
- Justin Trudeau, politicien

## Jumelages
- Catane (Italie)
- Le Caire (Égypte)
- Pékin (Chine) depuis 1999
- Campobasso (Italie)